# Михаил Попруженко
Михаил Георгиевич Попруженко (1866 – 1944) е руски филолог славист, палеограф и литературовед от украински произход, дългогодишен преподавател в Софийския университет. От 1941 г. е редовен член на Българската академия на науките.

## Биография
Роден е през 1866 година в Одеса. В 1884 година завършва гимназия в родния си град, а през 1888 година – славянска филология в Новоросийския университет. От 1899 година е доктор на Харковския университет, а от 1908 е професор в Новоросийския университет. Още като млад учен Попруженко проявява задълбочен интерес към старобългарската литература и установява контакти с Марин Дринов и редица други български учени.
По време на Октомврийската революция в Русия е принуден да емигрира и през 1919 година се установява в България. От 1920 година е редовен професор в Катедрата по славянска литература при Историко-филологическия факултет на Софийския университет. От 1920 г. е преподавател в Свободния университет за политически и стопански науки. От 1928 година е действителен член на Българския археологически институт и Македонския научен институт, а от 1934 година е чуждестранен член на Славянския научен институт в Прага.

## Научна дейност
Неговите научни изследвания и приноси са в областта на кирилометодиевистиката, на средновековната и на новата българска литература и история. Най-значимите научни постижения на Попруженко са изготвените от него образцови издания на „Синодика на цар Борил“ и „Беседа против богомилите“ на Презвитер Козма. Четените от него в София университетски лекционни курсове са многобройни и твърде разнообразни като тематика:
- История на руската литература от XIX в.;
- История на руската литературна критика;
- История на руската литература след Гогол;
- Руска лирика;
- Увод в историята на руската литература;
- Руска народна поезия;
- Руският роман;
- Руският театър през XVIII и XIX в.;
- Сантиментализъм и романтизъм в руската литература;
- История на руския литературен език;
- Руска народна словесност;
- Руската литература след Чехов;
- Западните славяни: история, бит, литература;
- История на Русия: бит, култура и епоха на преобразованието;
- Религиозно-етическите проблеми в западноевропейската и руската литератури.

## Подбрана библиография

### Монографии
- Из истории литературной деятельности в Сербии XV века. „Книги Царств“ в собрании рукописей библиотеки Императорскаго Новоросийскаго университета. Одесса, 1894.
- Синодик Царя Бориса. Одесса, 1899.
- Материалы для истории славянских колонии в России. Одесса, 1902.
- Синодик царя Борила. София, 1928
- Документи по българската история. Т. I-II, София, 1930 – 1932.
- Козма Пресвитер, болгарский писатель Х века. София, 1936.
- Библиографски преглед на славянските кирилски източници за живота и дейността на Кирила и Методия. София, 1935 (В съавторство със Стоян Романски).
- Кирило-методиевска библиография за 1934 – 1940 г.. София, 1942 (В съавторство със Стоян Романски).

### Статии
- В. Е. Априлов (по случаю 100-летия со дня рождения), Одесский вестник, № 192 от 21 юли 1889.
- Прошлое глаголицы, Филологические записки, 1891, № 2.
- Заметки по Кирилло-Мефодиевскому вопросу, Летопись ист.-фил. общества в Одессе, т. II, 1892.
- Материалы для библиографии по Кирилло-Мефодиевскому вопросу, Журнал Министерства Народнаго Просвящения, 1902, № 5, 87 – 125.
- Очерки по истории возрождения болгарскаго народа. – Журнал Министерства Народнаго Просвящения, 1902, № 11, 1 – 31; 1903, № 10, 327 – 346; 1906, № 4, 337 – 355.
- Ф. М. Достоевский о славянском вопросе, Юбилеен сборник С. С. Бобчев, София, 1921, 175 – 182.
- Н. Геров в истории болгарскаго возрождения, Славянски глас, 1923, № 2 – 3, 20 – 32.
- Из заметок по истории болгарскаго возрождения, Известия на Народния етнографски музей, III, 1923, 1 – 20.
- Страници из болгарской истории, Сборник Луи Леже, София, 1925, 1 – 20.
- М. П. Погодин в истории болгарскаго возрождения, Сборник проф. В. Златарски, София, 1925, 277 – 289.
- Обществените настроения в Русия в надвечерието на Освободителната война, Българска мисъл, 1926, кн. 5 – 7.
- Руското управление в България в 1877 – 1879 г.,Българска мисъл, 1927, кн. 4 – 6.
- Русия и българското възраждане, Българска историческа библиотека, т. III, 1928, 1 – 18.
- Из истории религиозных движений в Болгарии в XIV в, Slavia, VII, 1928, 536 – 548.
- България в трудовете на Т. И. Успенски, Македонски преглед, 1928, кн. 4. 20 – 34.
- Достоевский и освобождение Болгаріи, Българска мисъл, 1931, кн. 4, 244 – 252.
- Козма Пресвитеръ и новгородскіе еретика XV в., Сборник Л. Милетич, София, 1933, 321 – 332.
- Страници из историята на българското възраждане, Просвета, год. III (1938), кн. 8, 906 – 918.
- Ватрослав Ягич и българознанието, Родина, 1938, кн. 1, 134 – 136.
- България и Киевска Рус, Родина, 1939, кн. З, 25 – 31.